# Jouey
 Jouey  là một xã ở tỉnh Côte-d’Or trong vùng Bourgogne-Franche-Comté, phía đông nước Pháp. Xã Jouey nằm ở khu vực có độ cao từ 324-436 mét trên mực nước biển.